# 安房小湊站
安房小湊站（日语：／ Awa-Kominato eki */?）是位於千葉縣鴨川市，為東日本旅客鐵道（JR東日本）的外房線車站。所有開往安房鴨川的特急「若潮」列車均停靠此站。

## 車站構造

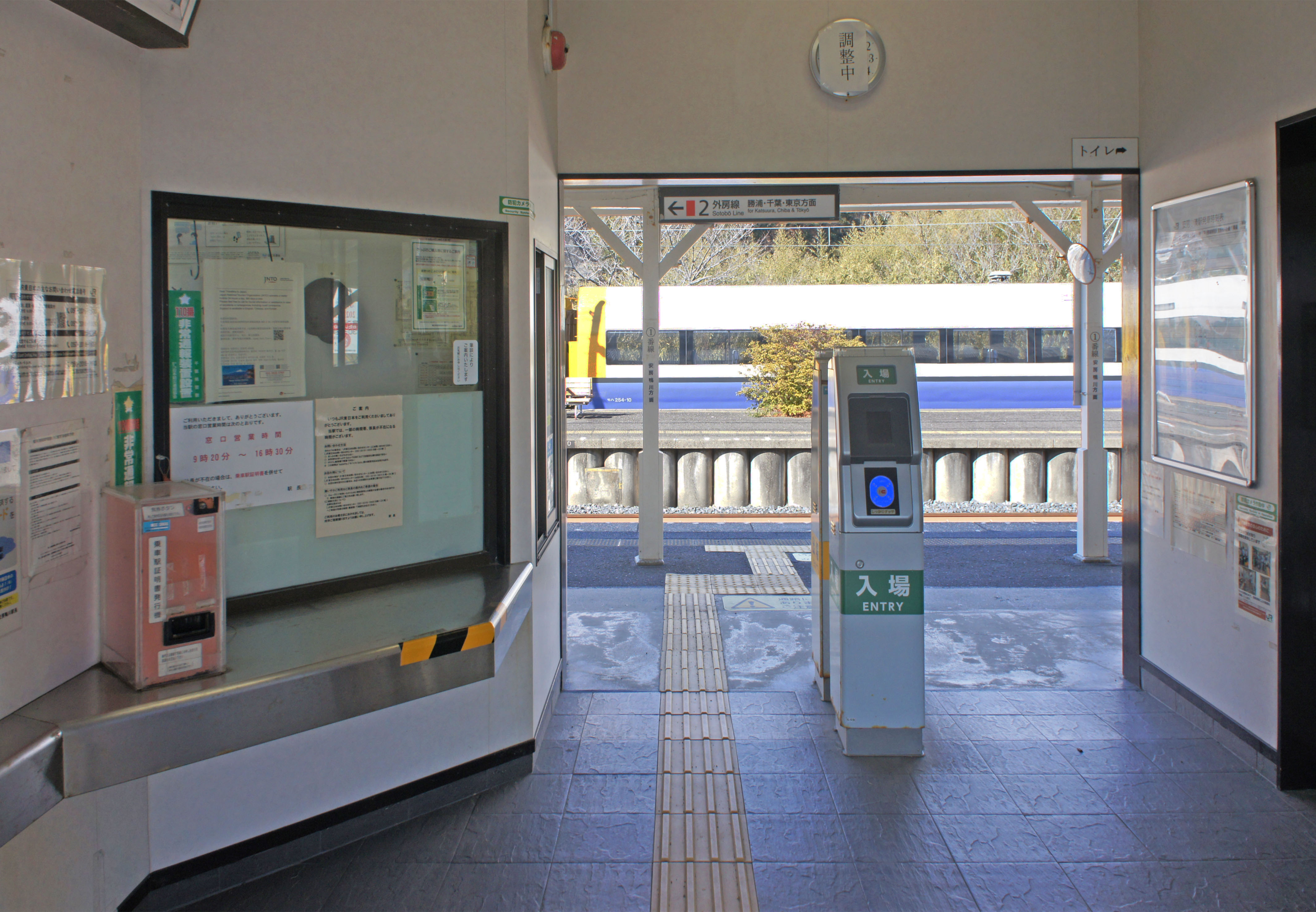
檢票口(2022年2月)

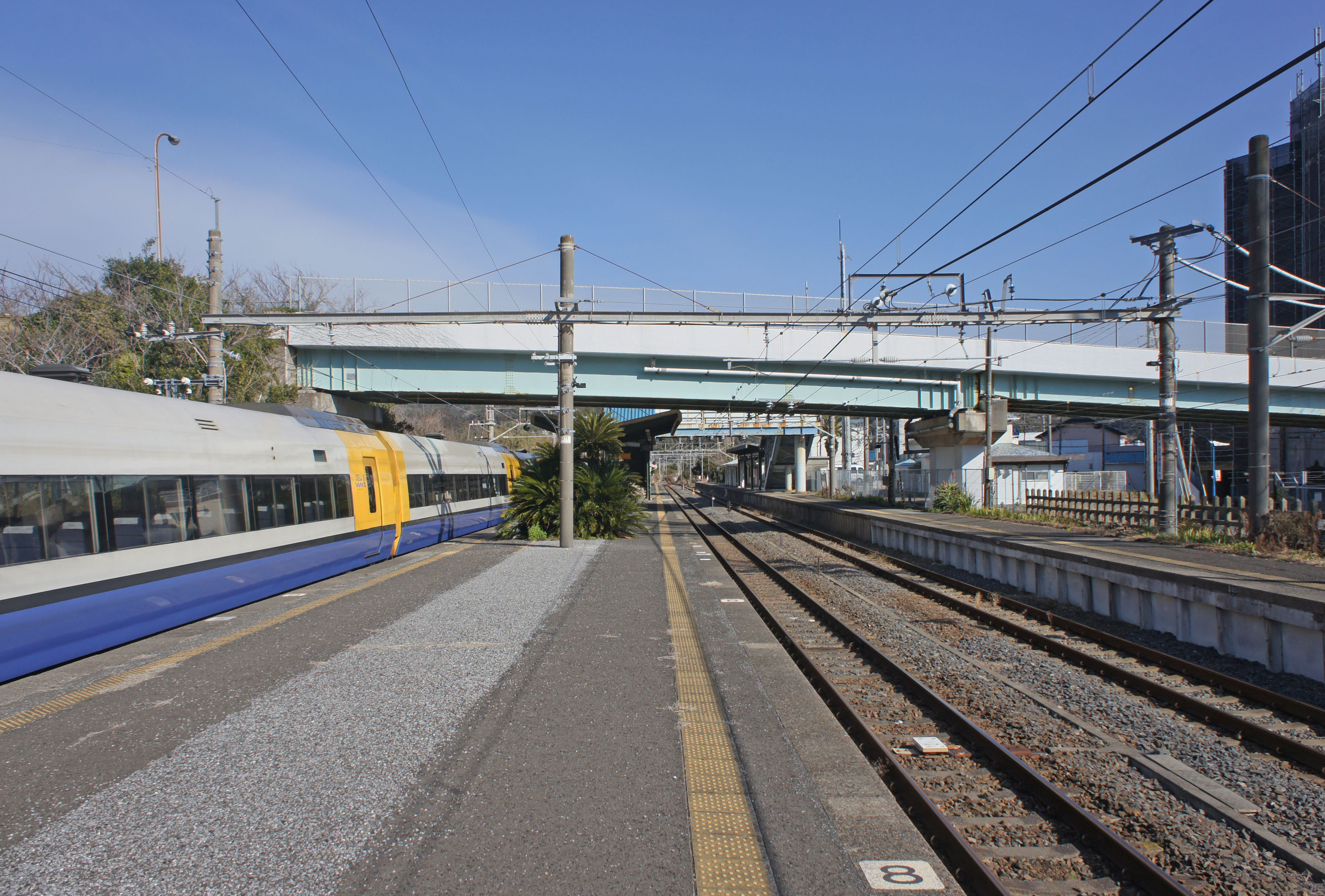
月台(2022年2月)

### 站房
建有木製的站房一座，樣式與小湊鐵道沿線大部份車站相同，都是由鹿島建設的前身「鹿島組」所建，早在路軌舖設時就已經蓋好，可是直至小湊鐵道線的興建免許失效時，仍然未開展路軌舖設工程，後來外房線通車，站房便改由當時的國鐵承繼了來使用。
此站是由安房鴨川站管理的業務委託車站。綠色窗口在2017年12月12日結業。此站設有簡易Suica閘機。2010年2月10日起，引入了外房線PRC型自動廣播系統。
站房右側外設有男、女獨立式洗手間一座。

### 月台
設有1面1線的單式月台和1面2線的島式月台。
| 月台 | 路線    | 上下行 | 方向                 | 備註                 |
| ---- | ------- | ------ | -------------------- | -------------------- |
| 1    | ■外房線 | 下行   | 安房鴨川方向         |                      |
| 2    | ■外房線 | 上行   | 勝浦、千葉、東京方向 |                      |
| 3    | ■外房線 | 上行   | 勝浦、千葉、東京方向 | 只有部分列車使用     |
| 3    | ■外房線 | 下行   | 安房鴨川方向         | 於此站出發的列車使用 |

參考
- 1、2號月台可容納11卡車廂。3號月台可容納10卡車廂。

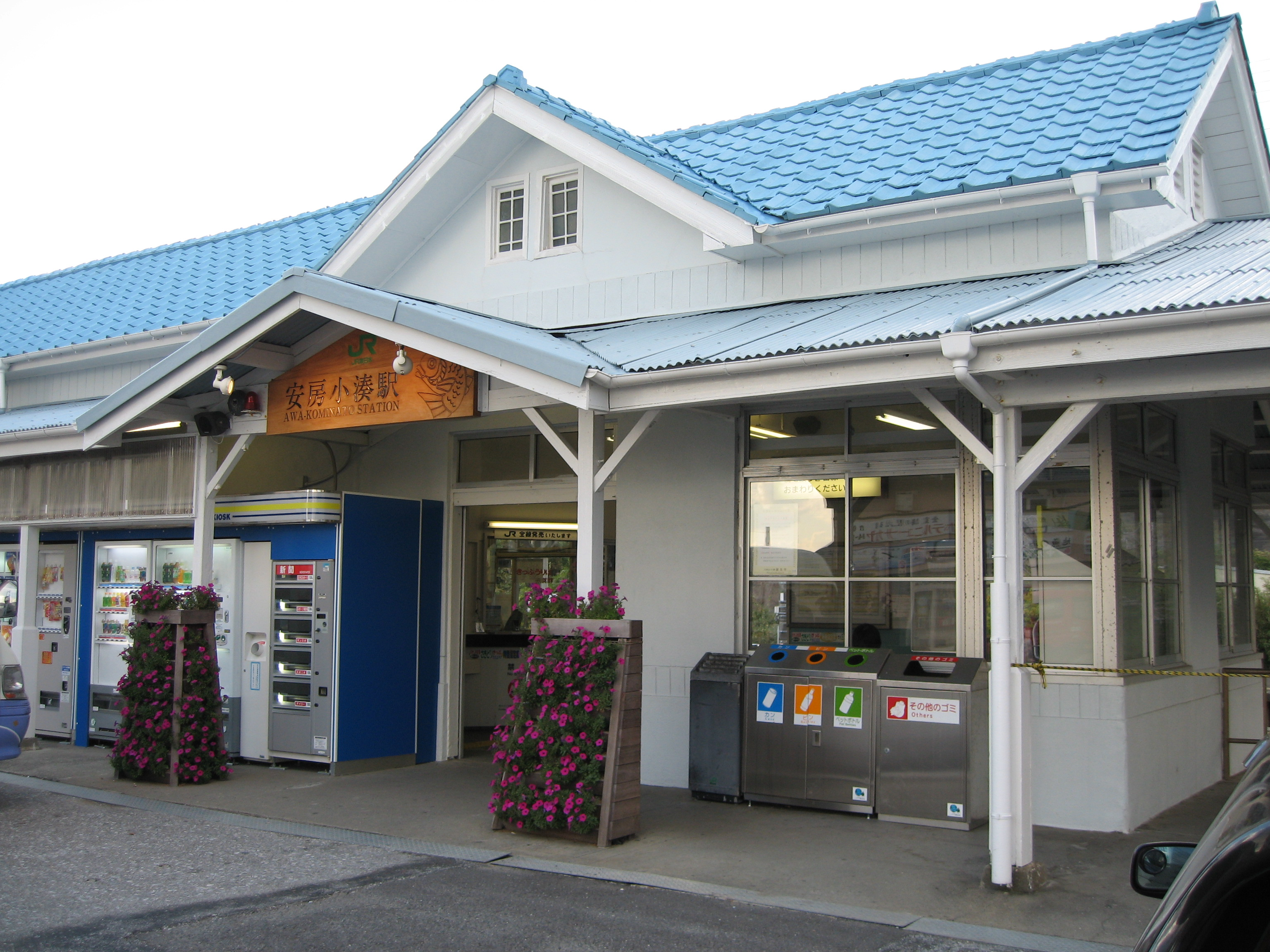
在站名牌上描繪了鯛魚（2006年12月4日）
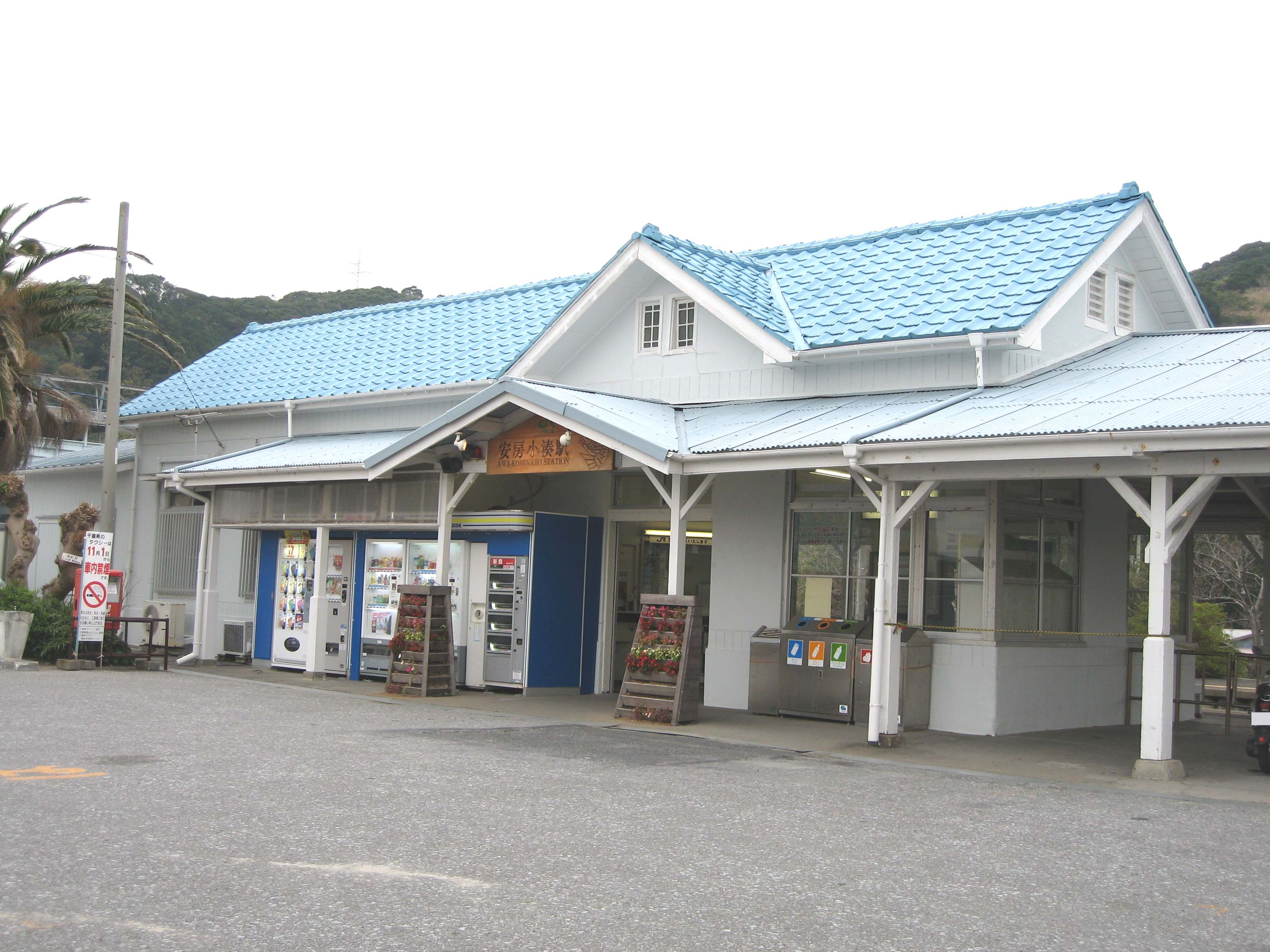
翻新前的站房（2007年11月27日）

## 歷史
當初小湊鐵道線計劃延伸至此站附近，但是在1936年10月28日建設許可中止。
- 1929年4月15日：車站啟用[1]。
- 1987年4月1日：隨國鐵分割民營化，車站由東日本旅客鐵道（JR東日本）營運[1]。
- 1994年9月1日：從整日車站職員配置車站變為晚間沒有職員車站[5]。
- 日期不詳：改為業務委託車站。
- 2009年：

- 1月9日：翻新工程完成。
- 3月14日：可以使用IC卡「Suica」。成為東京近郊區間區域內。

- 2017年12月12日：當日起綠色窗口（售票窗口）結業[8]。

## 使用狀況
以下為乘車人次變化列表：
| 乘車人次變化 | 乘車人次變化     | 乘車人次變化 |
| 年度         | 1日平均 乘車人次 | 參考資料     |
| ------------ | ---------------- | ------------ |
| 1990         | 531              | [ * 1 ]      |
| 1991         | 544              | [ * 2 ]      |
| 1992         | 513              | [ * 3 ]      |
| 1993         | 507              | [ * 4 ]      |
| 1994         | 465              | [ * 5 ]      |
| 1995         | 451              | [ * 6 ]      |
| 1996         | 408              | [ * 7 ]      |
| 1997         | 395              | [ * 8 ]      |
| 1998         | 374              | [ * 9 ]      |
| 1999         | 351              | [ * 10 ]     |
| 2000         | 330              | [ * 11 ]     |
| 2001         | 314              | [ * 12 ]     |
| 2002         | 310              | [ * 13 ]     |
| 2003         | 305              | [ * 14 ]     |
| 2004         | 307              | [ * 15 ]     |
| 2005         | 301              | [ * 16 ]     |
| 2006         | 285              | [ * 17 ]     |
| 2007         | 271              | [ * 18 ]     |
| 2008         | 252              | [ * 19 ]     |
| 2009         | 242              | [ * 20 ]     |
| 2010         | 216              | [ * 21 ]     |
| 2011         | 175              | [ * 22 ]     |
| 2012         | 185              | [ * 23 ]     |
| 2013         | 198              | [ * 24 ]     |
| 2014         | 198              | [ * 25 ]     |
| 2015         | 210              | [ * 26 ]     |
| 2016         | 203              | [ * 27 ]     |
| 2017         | 194              | [ * 28 ]     |
| 2018         | 192              | [ * 29 ]     |
| 2019         | 172              |              |

## 車站周邊

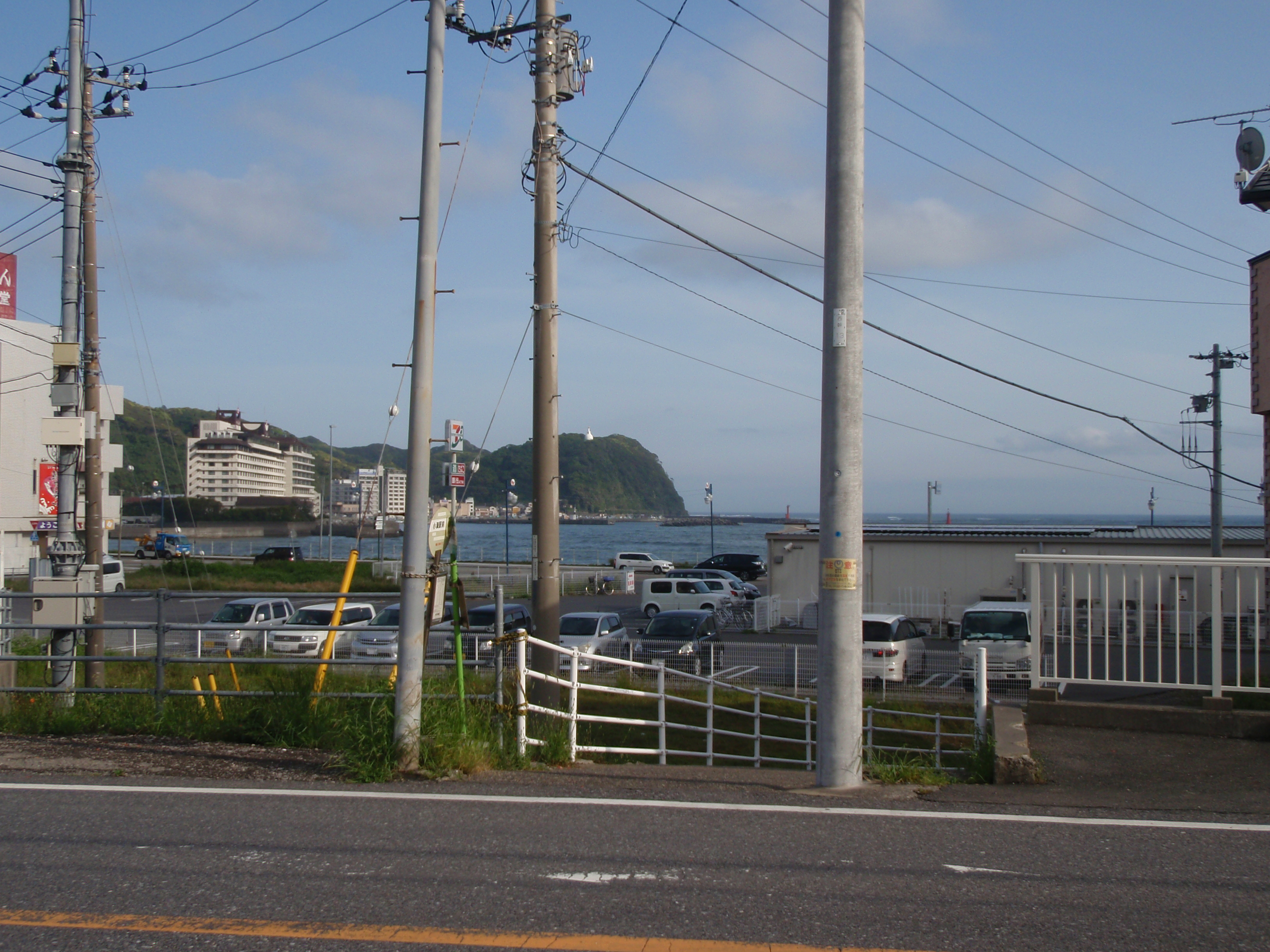
車站正面（縣道285號）的風景（2014年5月）

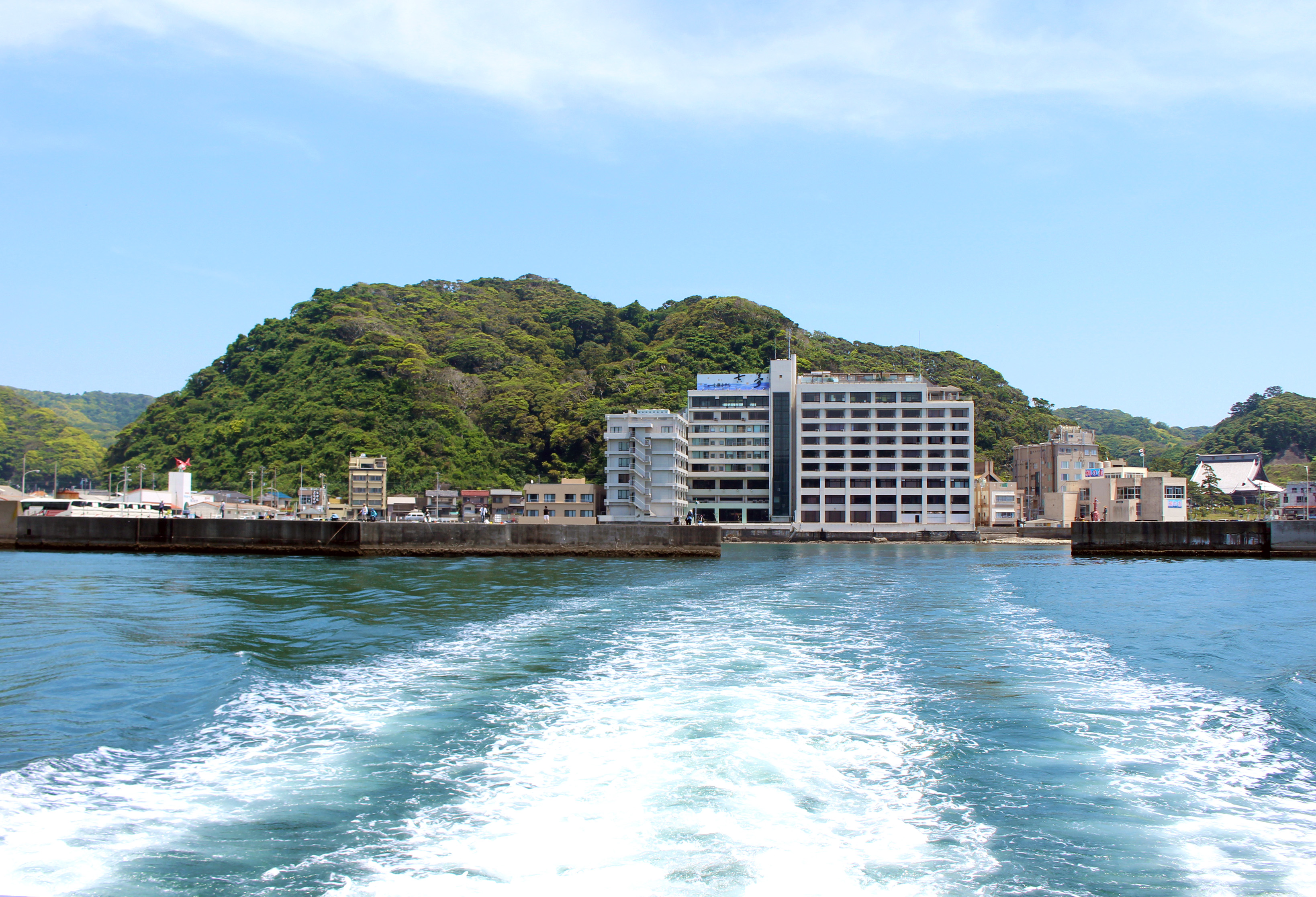
小湊漁港和鯛之浦遊覽船乘船處

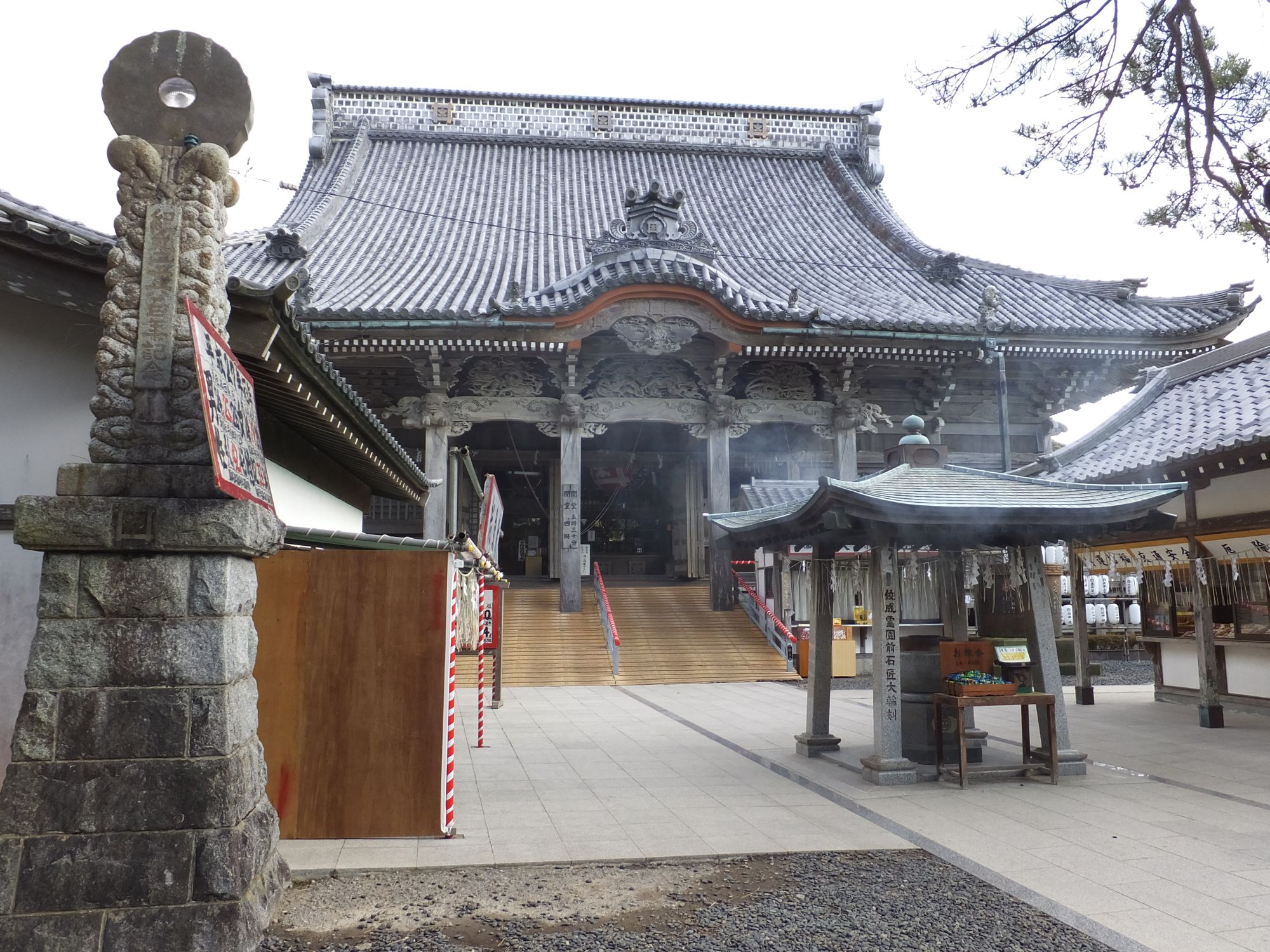
誕生寺 (鴨川市)

車站附近設有鯛之浦、誕生寺、鴨川溫泉鄉（小湊溫泉）等觀光勝地，也設有土產店和住宿設施。
- 國道128號（日语：国道128号）
- 千葉縣道285號內浦山公園線（日语：千葉県道285号内浦山公園線）
- 鴨川市政廳小湊出張所
- 鴨川市觀光協會
- 安房郡市消防本部鴨川消防署（日语：安房郡市広域市町村圏事務組合）天津小湊分遣所
- 千葉大學海洋生物系統研究中心水族館（小湊水族館）
- 鴨川市立小湊小學
- 鴨川市立小湊幼稚園
- 鴨川市立光保育園
- 鴨川市社區中心小湊
- 小湊郵局
- 内浦海灘
- 小湊漁港（日语：小湊漁港）
- 特別自然紀念物鯛之浦（日语：鯛の浦） 鯛魚棲息地（鯛之浦）
- 小湊山 誕生寺（日语：誕生寺 (鴨川市)） - 日蓮宗大本山
- 龜屋本店工場
- 鎌田製菓工場
- 館山信用金庫（日语：館山信用金庫）天津小湊分店
- 鴨川酒店三日月（日语：ホテル三日月）

## 巴士路線
| 乘車處   | 系統   | 主要途經                                               | 目的地             | 巴士公司                   | 備註       |
| -------- | ------ | ------------------------------------------------------ | ------------------ | -------------------------- | ---------- |
| 小湊站   | 市內線 |                                                        | 誕生寺入口         | 日東交通                   |            |
| 小湊站   | 市內線 | 新町、天津站前、龜田醫院、鴨川站、鴨川松島、太海站前   | 仁右衛門島入口     | 日東交通                   |            |
| 小湊站前 | 北路線 | 長所                                                   | 内浦山縣民之森     | 鴨川市社區巴士             | 按需求服務 |
| 小湊站前 | 北路線 | 誕生寺入口                                             | 鯛之浦             | 鴨川市社區巴士             |            |
| 小湊站前 | 北路線 | 新町、天津站前、龜田綜合醫院、鴨川站西出口、鴨川市政廳 | 金山水壩           | 鴨川市社區巴士             |            |
| 安房小湊 |        | 市原鶴舞巴士總站                                       | 東京站八重洲出口前 | 小湊鐵道 日東交通 京成巴士 |            |

- 乘車處 = 小湊站：站前的縣道285號（日语：千葉県道285号内浦山公園線）上
- 乘車處 = 安房小湊：站前的停車場內

## 相鄰車站
東日本旅客鐵道（JR東日本）
■外房線
■特急「若潮」（大部份）
勝浦－安房小湊－安房鴨川
■特急「若潮」3、18號、「新宿若潮」1、2號
上總興津－安房小湊－安房鴨川
■特急「若潮」15號、■普通
行川島－安房小湊－安房天津

### 附注
1. ↑  截至2013年3月修正時，只有8:17前往千葉的班次
2. ↑  截至2013年3月修正時，只有6:03出發前往安房鴨川的班次

### 使用狀況
1. ↑  千葉縣統計年鑑 （页面存档备份，存于）（日語） - 千葉縣
2. ↑  鴨川市統計書 （页面存档备份，存于）（日語） - 鴨川市

JR東日本2000年度以後的乘車人次
1. ↑  各駅の乗車人員（2000年度） （页面存档备份，存于）（日語） - JR東日本
2. ↑  各駅の乗車人員（2001年度） （页面存档备份，存于）（日語） - JR東日本
3. ↑  各駅の乗車人員（2002年度） （页面存档备份，存于）（日語） - JR東日本
4. ↑  各駅の乗車人員（2003年度） （页面存档备份，存于）（日語） - JR東日本
5. ↑  各駅の乗車人員（2004年度） （页面存档备份，存于）（日語） - JR東日本
6. ↑  各駅の乗車人員（2005年度） （页面存档备份，存于）（日語） - JR東日本
7. ↑  各駅の乗車人員（2006年度） （页面存档备份，存于）（日語） - JR東日本
8. ↑  各駅の乗車人員（2007年度） （页面存档备份，存于）（日語） - JR東日本
9. ↑  各駅の乗車人員（2008年度） （页面存档备份，存于）（日語） - JR東日本
10. ↑  各駅の乗車人員（2009年度） （页面存档备份，存于）（日語） - JR東日本
11. ↑  各駅の乗車人員（2010年度） （页面存档备份，存于）（日語） - JR東日本
12. ↑  各駅の乗車人員（2011年度） （页面存档备份，存于）（日語） - JR東日本
13. ↑  各駅の乗車人員（2012年度） （页面存档备份，存于）（日語） - JR東日本
14. ↑  各駅の乗車人員（2013年度） （页面存档备份，存于）（日語） - JR東日本
15. ↑  各駅の乗車人員（2014年度） （页面存档备份，存于）（日語） - JR東日本
16. ↑  各駅の乗車人員（2015年度） （页面存档备份，存于）（日語） - JR東日本
17. ↑  各駅の乗車人員（2016年度） （页面存档备份，存于）（日語） - JR東日本
18. ↑  各駅の乗車人員（2017年度） （页面存档备份，存于）（日語） - JR東日本
19. ↑  各駅の乗車人員（2018年度） （页面存档备份，存于）（日語） - JR東日本
20. ↑  各駅の乗車人員（2019年度） （页面存档备份，存于）（日語） - JR東日本

千葉縣統計年鑑
1. ↑  千葉縣統計年鑑（平成3年） （页面存档备份，存于）（日語）
2. ↑  千葉縣統計年鑑（平成4年） （页面存档备份，存于）（日語）
3. ↑  千葉縣統計年鑑（平成5年） （页面存档备份，存于）（日語）
4. ↑  千葉縣統計年鑑（平成6年） （页面存档备份，存于）（日語）
5. ↑  千葉縣統計年鑑（平成7年） （页面存档备份，存于）（日語）
6. ↑  千葉縣統計年鑑（平成8年） （页面存档备份，存于）（日語）
7. ↑  千葉縣統計年鑑（平成9年） （页面存档备份，存于）（日語）
8. ↑  千葉縣統計年鑑（平成10年） （页面存档备份，存于）（日語）
9. ↑  千葉縣統計年鑑（平成11年） （页面存档备份，存于）（日語）
10. ↑  千葉縣統計年鑑（平成12年） （页面存档备份，存于）（日語）
11. ↑  千葉縣統計年鑑（平成13年） （页面存档备份，存于）（日語）
12. ↑  千葉縣統計年鑑（平成14年） （页面存档备份，存于）（日語）
13. ↑  千葉縣統計年鑑（平成15年） （页面存档备份，存于）（日語）
14. ↑  千葉縣統計年鑑（平成16年） （页面存档备份，存于）（日語）
15. ↑  千葉縣統計年鑑（平成17年） （页面存档备份，存于）（日語）
16. ↑  千葉縣統計年鑑（平成18年） （页面存档备份，存于）（日語）
17. ↑  千葉縣統計年鑑（平成19年） （页面存档备份，存于）（日語）
18. ↑  千葉縣統計年鑑（平成20年） （页面存档备份，存于）（日語）
19. ↑  千葉縣統計年鑑（平成21年） （页面存档备份，存于）（日語）
20. ↑  千葉縣統計年鑑（平成22年） （页面存档备份，存于）（日語）
21. ↑  千葉縣統計年鑑（平成23年） （页面存档备份，存于）（日語）
22. ↑  千葉縣統計年鑑（平成24年） （页面存档备份，存于）（日語）
23. ↑  千葉縣統計年鑑（平成25年） （页面存档备份，存于）（日語）
24. ↑  千葉縣統計年鑑（平成26年） （页面存档备份，存于）（日語）
25. ↑  千葉縣統計年鑑（平成27年） （页面存档备份，存于）（日語）
26. ↑  千葉縣統計年鑑（平成28年） （页面存档备份，存于）（日語）
27. ↑  千葉縣統計年鑑（平成29年） （页面存档备份，存于）（日語）
28. ↑  千葉縣統計年鑑（平成30年） （页面存档备份，存于）（日語）
29. ↑  千葉縣統計年鑑（令和元年） （页面存档备份，存于）（日語）

## 外部連結
- 車站資訊（安房小湊）：東日本旅客鐵道（日語）
- 小湊鐵道安房小湊站的介紹
- 車站翻新報道（房日新聞） （页面存档备份，存于）（日語）